# Janie Sell
Janie Sell (Detroit, 1º ottobre 1939) è un'attrice e cantante statunitense, vincitrice di un Tony Award.
Ha recitato in diversi musical a Broadway e ha vinto il Tony Award alla miglior attrice non protagonista in un musical per Over There nel 1974.